# Tyago Hoffmann
Tyago Hoffmann (Guarapari), é um político brasileiro, filiado ao PSB. Nas eleições de 2022, foi eleito deputado estadual pelo ES.